# کاپیتانگشچزنا
کاپیتانگشچزنا (به لهستانی:  Kapitańszczyzna) یک روستا در لهستان است که در گمینا ناروکا واقع شده‌است.
 کاپیتانگشچزنا  ۱۰۰ نفر جمعیت دارد.